# Соланж Ноулс
Соланж Пијаже Ноулс (енгл. Solange Piaget Knowles, познатија као Соланж, енгл. Solange, 24. јун 1986) је америчка певачица, текстописац, музички продуцент, уметник и глумица. Изразито интересовање за музику развило јој се у раној младости, имала је неколико привремених дестинис чајлда, у којој је њена старија сестра, Бијонсе, међу осталим члановима, била са њиховим оцем Метју Ноулсом. Са шеснаест година Ноулс је издала свој први албум Solo Star (2002). Између 2005. и 2007, имала је неколико мањих глумачких улога, међу којима је Сви у напад: Све или ништа (2006) и наставила је писати музику за Бијонсе и за бивше чланове групе Дестинис Чајлд, Кели Роуланд и Мишел Вилијамс.
Године 2007. поново је почела да снима песме. Њен други албум Sol-Angel and the Hadley St. Dreams (2008) одступио је од поп-оријентисане музике до 1960-их и 1970-их. Најпопуларнији је био на деветом месту америчке Билборд 200 и добила је позитивне критике критичара. Њен трећи студијски албум, A Seat at the Table (2016), објављен је са многим критикама и постао је њен први албум који је освојио прво место у Сједињеним Америчким Државама. Главни њен албум Cranes in the Sky освојио је награду Греми за најбољи наступ ритма и блуза. Њен четврти студијски албум, When I Get Home, објављен је у марту 2019. године.
Под јаким утицајем девојачке групе почела је да пише песме. Медији је често упоређују са њеном сестром Бионсе, али Ноулс каже да су потпуно различите. Билборд ју је сврстао као стоту најуспјешнију плесну уметницу свих времена, а 2017. године је освојила је награду на Билборду. Њени други подухвати укључују уговор о сарадњи са Римелом, линијом одеће намењене за хип хоп, за малу децу. Била је у браку са режисером Аланом Фергусоном 2014. године до њиховог развода 2019.

## Детињство и младост
Рођена је у Хјустону. Отац јој је музички директор Метју Ноулс, а мајка модна дизајнерка Тина Ноулс. Соланжева старија сестра је певачица Бионсе. Њен отац, пореклом из Алабаме, Афроамериканац је, а мајка, пореклом из Тексаса, Креолка. Такође, потомак је акадијског вође народа Џозефа Брусарда. Као дете, ишла је на часове плеса и у позориште. Са пет година глумела је у забавном парку. Песме је почела да пише са девет година. Са тринаест година одлучила је да настави снимање, али су јој родитељи у почетку саветовали да сачека. Са петнаест година наступала је са групом своје сестре Дестинис Чајлд на турнејама.

## Каријера

### 2001—2003: Рана каријера иSolo Star
Први пут је почела професионално да се бави музиком 2001. године када је отпевала песму за шпицу серије The Proud Family. Такође, била је истакнути извођач Hey Goldmember за филм Остин Пауерс 3  2002, као и резервна певачица Little Drummer Boy у Дестинис Чајлд 2001, празнични албум 8 Days of Christmas. Године 2002. објавила је други албум Game Time, певајући делове Лутер Вандросове песме So Amazing и True Love на соло албуму Кели Роуланд Simply Deep, за који је направила главну песму Beyond Imagination и Obsession. Године 2001. појавила се у музичком споту репера Боу Воу за његову песму Puppy Love.
Године 2002. позајмила је глас Шанел, рођаци главног јунака Пени Прауд, у епизоди Behind Family Lines анимиране телевизијске серије The Proud Family. Метју Ноулс је у јуну 2003. године узбуђено објавио да размишља да дода Соланж у групу Дестинис Чајлд када су се поново окупили 2004. године, тако да их је Фарах Френклин напустио 2000. Метју Ноулс је рекао је да је тестирао реакције и, судећи по ономе што је чуо, чини му се да је то добра идеја. Међутим, касније у августу, Бионсе је изјавила да су то само гласина и да ће група Дестинис Чајлд остати трио. Роуланд је додала да је Соланж само соло звезда.
Са четрнаест година, Соланж Ноулс почела је да ради на свом албуму Solo Star, у којем су учествовали амерички продуценти попут Џермејна Дуприја, The Neptunes, Линда Пери и Тимбаланд. Албум је снимила под оквиром Коламбија рекордса. Албум је садржавао песме савременог ритма и блуза, иако је Ноулс рекла да је на њу велики утицај имао поп, рок, реге и хип хоп музика. Написала је петнаест песама за албум, укључујући и Feelin' You (други део). Песма није успела ући на Билборд хот 100, али је била трећа на лествицама ритма и блуза и хип хопа. Solo Star објављен је 21. јануара 2003. у Сједињеним Америчким Државама, који је освојио четрдесет и девето место на Билборд 200 и достигао двадесет и треће на табели ритма и блуза и хип хопа. Solo Star је имала мешовите критике: Вилијам Рулман из Олмјузик-а назвао га је ,,врхунским албумом савременог ритма и блуза", али сматра да се Ноулс ,,изгубила негде у миксу". До средине 2008, албум је продат у 112.000 примерака у земљи.

### 2003—2008: Филмови иSol-Angel and the Hadley St. Dreams
Године 2004. године гостовала је у епизоди The Catch ситкома One on One. Глумела је тинејџера 2004. године у комедији Johnson Family Vacation, заједно са Ванесом Л. Вилијамс. Написала је песму Freedom. Иако су критике углавном негативне, Ноулс је похвалио часопис Variety: ,,Соланж Ноулс је готово заслепљујућа као и њена сестра Бионсе и чини се мало више него што се види". Године 2006. глумела је у филму Сви у напад: Све или ништа, трећи део серије Bring It On, заједно са америчком глумицом и певачицом Хејден Панетијер. Критике су биле негативне, а Ноулс је описана као ,,приступачна млада старлета". Соланж Пијаже Ноулс је име које користи за глуму, а Соланж Ноулс за певања, а за Bring It On: All or Nothing, представља се као Соланж Ноулс Смит.
Након објављивања албума Ноулс је почела да глуми у филмовима након чега је направила паузу у својој каријери. Док је била у браку, њена породица се преселила у Ајдахо и, док је боравила тамо, наставила је да пише песме међу којима су Get Me Bodied и Upgrade U са другог соло албума њене сестре, B'Day. Ноулс је примила награду АСКАП 2008. за ритам и блуз и хип хоп песму Get Me Bodied. Она је, такође, написала песме за Дестинис Чајлд, и чланове Кели Роуланд и Мишел Вилијамс. Године 2004, док је била трудна, имала је камео улогу у музичком споту дестинис чајлд за филм Soldier.
Након развода, Ноулс се вратила у Хоустон да би започео рад на свом другом албуму. Потписала је дискографски уговор са Geffen-ом и издавачки уговор са ЕМИ. Завршила је свој други студијски албум Sol-Angel and the Hadley St. Dreams 2008. године. То укључује продукцију Си Ло Грина, Soulshock & Karlin и Марка Ронсона. Колекција из 1960-их и 1970-их утицала је на песме, што се види као одступање од њеног поп оријентисаног првог наступа, што је Билборд назвао ,,више модерним преокретом хип-хопа и ритма и блуза". Албум је објављен 26. августа 2008. у Сједињеним Америчким Државама. До децембра 2008. албум је продао преко 114.000 примерака према Nielsen SoundScan-у. Албум су критичари позитивно примили, неки су га сматрали далеко бољим од њеног првог наступа. Водећа песма албума I Decided објављена је у априлу 2008. године и достигла је врх листе Билборда. Ролингстонси назвао га је пробојним синглом. Како би подржала албум, Ноулс је започела и турнеју у Британији, у новембру 2008. Ноулс је, такође, написала Scared of Lonely и Why Don't You Love Me за трећи студијски албум своје сестре I Am... Sasha Fierce.
Ноулс је најавила преко свог блога да ће издати низ микса који се поклапају са албумом. Први микс, Can't Get Clearance..., укључује претходно пропуштену песму Fuck the Industry. Текст имена песме проверавали су неки од главних извођача као што су Мери Џеј Блајџ, Ашанти, Кејша Кол и Бејонсе. Микс никада није пуштен, али је 2010. Ноулс објавила песму Fuck the Industry.

### 2008—2014:TrueиSaint Records
У интервјуу за МТВ 2009. године, Ноулс је открила да она одређује врсту звука за Sol-Angel and the Hadley St. Dreams. Такође, одвојила се од дискографских група Interscope-Geffen-A&M како би самостално издала свој трећи студијски албум. Почетком 2010, Ноулс је отпутовала у Аустралију радећи са групом Midnight Juggernauts на њеном трећем студијском албуму. Планирала је да га изда на лето, што је открила преко свог Твитер налога 2009. Такође, на њему је открила да је изнајмила кућу у Санта Барбари како би стекла одређено стање ума док пише и ствара музику. Гостовала је у популарној дечјој емисији Yo Gabba Gabba, 7. маја 2010, за посебан дан мајки где је извела оригиналну песму под називом Momma Loves Baby.
У интервју за Вајб, 7. јула 2010. године, Ноулс је рекла да је претрпела ,,мали слом" током снимања свог новог албума: ,,Буквално сам се накратко одрекла свог здравља како бих снимила овај спот. Буквално сам се будила ујутро и пуштала музику по цео дан и целу ноћ. Почела сам да лудим нападима панике". Ноулс је објаснила како се жртвовала ,,ментално, емотивно и финансијски", и додала је: ,,Мени је то више од албума. То је прелазно време у мом животу". Што се тиче музичког правца албума, рекла је да инспирација долази из новог таласа и додаје да је радила са Фарелом Вилијамсом.
У септембру 2012. објавила је спот за песму Losing You који је најављен као водећи сингл са њеног трећег студијског албума. Он је снимљен у Кејптауну, у Јужној Африци,  почетком септембра 2012. ЦД је објавила 8. јануара 2013. По изласку ЕП-а појавила се на насловној страни 84. броја магазина Фадер.
Преселила се 14. маја 2013. у Луизијану и најавила да је сопствену дискографску кућу под називом Saint Records, коју ће користити за издавање свог трећег албума и будућих музичких пројеката дистрибуираних преко Сони мјузика ентертејнмента. Saint Records је основан да би се фокусирао на извођаче хип-хопа и савременог ритма и блуза. Издала је свој први компилацијски албум Saint Heron 11. новембра 2013.

### 2014—данас:A Seat at the Table,When I Get Homeи уметност перформанса
Први пут је извела Rise 15. маја 2015. године на догађају који је спонзорисао ХБО, а који је био инспирисан полицијским убиствима у Фергусону и Балтимору и каснијим протестима. У јулу 2015. године објавила је да је њен трећи студијски албум скоро комплетан. На свој тридесети рођендан, 24. јуна 2016, изјавила је да је завршила A Seat at the Table три дана пре свог рођендана, 21. јуна. Албум је објављен 30. септембра 2016. Он јој је постао први албум број један у Сједињеним Америчким Државама. То је омогућило Белонсе и њој да постану прве сестре које су имале амерички албум број један у календарској години. Објавила је 3. октобра 2016. два музичка спота из филма A Seat at the Table: Don't Touch my Hair и Cranes in the Sky, чији су копродуценти били она и њен супруг, Алан Фергусон.
Током фестивала 2017 у Филаделфији, Пенсилванија, отпевала је сингл из The Proud Family, телевизијске серије чија је песма приказана 2001. године, и учествовала је на Гластонбери фестивалу 2017. године. У децембру 2017. режирала је спот за филм The Weekend СЗА.
Најавила је 15. октобра 2018. године да ће издати свој четврти студијски албум на јесен. Међутим, то није успело.
Најављено је 8. јануара 2019. године да ће Соланж наступити на музичком фестивалу у Бонару. Наступала је на британском фестивалу Парклифе и Ловебокс фестивалу.
Издала је свој четврти студијски албум, When I Get Home, 1. марта 2019. године на свим платформама.

## Лични живот
Удала се за Данијела Смита 27. фебруара 2004. када је имала седамнаест, а он деветнаест година Родила је њиховог сина 18. октобра 2004. Изјавила је да јој је син њен највећи непланирани благослов, али је делимично изразила жаљење што је родила дете у раној младости. Песма коју је написала за своју бебу, 6 O'Clock Blues, укључена је у Sol-Angel and the Hadley St. Dreams. Након рођења сина, породица се преселила у Москоу, где је Ноулсов супруг наставио да студира. Октобра 2007. потврдила је да су се она и Смит развели. Након тога, она и њен син преселили су се у Лос Анђелес. У августу 2013. објавила је да се са сином сели у Њу Орлеанс.
Удала се 16. новембра 2014. године за режисера Алана Фергусона у Њу Орлеансу. На Инстаграму 1. новембра 2019. открила је да су се она и Фергусон растали раније те године.

## Дискографија

### Албуми
- Solo Star (2002)
- Sol-Angel and the Hadley St. Dreams (2008)
- Saint Heron (2013)
- A Seat at the Table (2016)
- When I Get Home (2019)

### Песме
- Naïve (2002)
- Feelin' You (2003)
- Crush (2003)
- I Decided (2008)
- Champagnechroniknightcap (2008)
- Sandcastle Disco (2008)
- T.O.N.Y. (2009)
- Would've Been the One (2009)
- Fuck the Industry (2010)
- I Told You So (2010)
- Wanna Go Back (2010)
- The Thrill Is Gone (2010)
- 6 O'Clock Blues (2010)
- Losing You (2012)
- Looks Good with Trouble (2013)
- Lovers in the Parking Lot (2013)
- Cranes in the Sky (2016)
- Rise (2016)
- Weary (2016)
- Mad (2016)
- Don't Touch My Hair (2016)
- F.U.B.U (2016)
- Down with the Clique (2019)
- Way to the Show (2019)
- Stay Flo (2019)
- Dreams (2019)
- Almeda (2019)

### Турнеје
- Solo Star Tour (2003)
- The Art of Love Tour (2008)
- Solange Presents Sol-Angel and the Hadley St. Dreams Tour (2008)
- True Promo Tour (2012)
- Orion's Rise (2017)
- Simply Deeper Tour (2003)
- The Justified World Tour (2003—2004)

## Филмографија
| Улоге Соланж Ноулс |                            |               |             |                              |
| Година             | Српски назив               | Изворни назив | Улога       | Напомена                     |
| 2001.              | Интимни портрет            |               | Себе        | ТВ серија, 1 епизода         |
| 2002.              | Поносна породица           |               | Шанел       | ТВ серија, 1 епизода епизода |
| 2002.              | Тајна                      |               | Рејчел      | ТВ серија, 1 епизода         |
| 2002.              | Прозибен                   |               | Себе        | ТВ серија, 2 епизоде         |
| 2003.              | Навијање                   |               | Себе        | ТВ серија, 1 епизода         |
| 2003.              | Данас                      |               | Себе        | ТВ серија, 1 епизода         |
| 2003.              | Браћа Гарсија              |               | Себе        | ТВ серија, 1 епизода         |
| 2004.              | Породични одмор Џонсон     |               | Ники Џонсон |                              |
| 2004.              | Један на један             |               | Шарлот      | ТВ серија, 1 епизоде         |
| 2005.              | Слушајте!                  |               | Ерика       | ТВ серија, 1 епизоде         |
| 2006.              | Сви у напад: Све или ништа |               | Камила      |                              |
| 2008.              | Шапат духова               |               | Певачица    | ТВ серија, 1 епизоде         |
| 2008.              |                            |               | Себе        | ТВ серија, 1 епизоде         |
| 2010.              |                            |               | Себе        | ТВ серија, 1 епизоде         |
| 2018.              | Насумична дела летења      |               | Себе        | ТВ серија, 1 епизоде         |
| 2019.              | Повратак кући              |               | Себе        |                              |

## Признања и награде
На 59. годишњици (2017) Ноулс је освојила своју прву награду Греми, за најбољи савремени ритам и блуз, за своју песму Cranes in the Sky са њеног дебитантског студијског албума A Seat at the Table (2016), која је била Нолсова прва номинација за награду Греми. Такође, освојила је БЕТ награду, награде Соул трејн, награду Веби и још много других. Године 2017. освојила је и награду магазина Гламур за жену године и постала је прва добитница награде Билбордове жене у музици.